# 松本市立筑摩野中学校
松本市立筑摩野中学校（まつもとしりつ ちくまのちゅうがっこう、英語: Matsumoto City Chikumano Junior High School）は、長野県松本市村井町北にある公立の中学校である。

## 歴史
- 1950年（昭和25年）4月1日 - 東筑摩郡芳川村と寿村の組合立中学校として創設。学校名は芳川村寿村中学校組合立筑摩野中学校。
- 1954年（昭和29年）8月1日 - 芳川村と寿村が松本市に編入されたことに伴い、学校名が「松本市立筑摩野中学校」に改称。
- 1959年（昭和34年）10月4日 - 創立10周年記念式典　校歌制定など。
- 1964年（昭和39年）7月11日 - 創立15周年記念式　プール竣工・増築校舎起工式。
- 1969年（昭和44年）11月5日 - 創立20周年記念式典　バレーボールコート12面など。
- 1978年（昭和53年）3月17日 - 3学期終業式に併せ明善中学校分離式挙行。
- 1979年（昭和54年）10月1日 - 創立30周年記念式典挙行　校旗作成・記念誌など、「田川清掃」活動を行う。
- 1981年（昭和56年）4月5日 - 『思學』の碑完成。
- 1982年（昭和57年）11月12日 - 校舎・体育館竣工式挙行。
- 1988年（昭和63年）3月30日 - 特別教室棟完成。
- 1989年（平成元年）10月28日 - 創立40周年記念式典挙行、中庭庭園など。
- 1991年（平成3年）3月10日 - 柔剣道場完成。
- 1997年（平成9年）7月21日 - 筑摩野中学校同窓会設立。
- 1999年（平成11年）10月30日 - 創立50周年記念式典挙行　ブロンズ像『風』、記念誌、同窓会名簿など。
- 2008年（平成20年）3月30日 - 普通教室棟増築完成。
- 2009年（平成21年）11月7日 - 創立60周年記念式典挙行　記念スポーツタオル、校内案内図板、資源物用物置、丁合機、キーボード（各学年1台）など。
- 2012年（平成24年）3月29日 - 田川体育館完成。[1]
- 2017年（平成29年） - プール改修、新・プール完成、1年生自転車置き場移転・新設。
- 2019年（令和元年）9月26日  ‐ 創立70周年記念式典、記念講演会、記念誌、パイプ椅子30脚、クリアファイルなど。

## 校章
筑摩野中学校の校章は、若山喜志子の詠歌から作成された。
「ふるさとの信濃を遠み秋草のりんどうの花摘むによしなし」から、「りんどう」を図案化したものである。
目立たぬがその美しさは、見る人の心をひかずにはおかぬ「りんどう」に、『誇らずおごらず、自分の花を精一杯咲かせ強く生きよう』という願いが込められている。（制定：1950年（昭和25年））

## 概要
- 通称は「筑中（ちくちゅう）」
- 松本市で最大規模の中学校で、800人近い生徒が学ぶ[3]。
- 合言葉は、「誇りの持てる筑中にする」である。平成2年度生徒会長の言葉。[4]

## 校歌
歌詞は松本市ホームページに掲載してある

## 生徒数
| 学 年 | 学 級 数 | 生 徒 数 |
| ----- | -------- | -------- |
| １ 年 | 7        | 232      |
| ２ 年 | 6        | 211      |
| ３ 年 | 7        | 237      |
| 合 計 | 20       | 680      |

## 主な年間予定
- 4月 - 入学式
- 5月 - 3年修学旅行と1年部活入部
- 6月 - 1年高遠体験学習と2年戸狩宿泊体験学習
- 9月 - りんどう祭（文化祭と音楽祭）ちくわ祭（体育祭）
- 10月 - 3年部活引退
- 11月 - 生徒会選挙
- 12月 - 生徒会と委員会の引継ぎと3年退任
- 3月 - 3年生を送る会[3]
- 3月 - 終業式
- 3月 - 卒業証書授与式

## 部活動
| - 美術 - 演劇 - 合唱 - 科学技術（主な班一覧「エネワン、エコラン、動画電子計算機、ミニ四駆、農耕」） - 吹奏楽 - 野球 - 剣道 - 卓球（男女） - ソフトテニス（男女） - バスケットボール（男女） - バレーボール（男女） - 陸上 - サッカー 科学技術部は2020年にYouTubeチャンネルを開設した。 また科学技術部のXも不定期に投稿されている - JR松本駅よりタクシーで約20分 - JR篠ノ井線平田駅より徒歩約15分 - 長野道塩尻北ICより車で約15分 - 赤羽由紘（プロ野球選手） - デーデー・ブルーノ（陸上競技選手） 1. 2. 3. 4. 5. - 長野県中学校一覧 - 長野県中学校一覧#市立 - 松本市 公式サイト 内 （日本語） | |
| スタブアイコン | この項目は、長野県の学校に関連した書きかけの項目です。この項目を加筆・訂正などしてくださる協力者を求めています（P:教育/PJ学校）。 |